# Pyridoindole
Pyridoindole, nichtsystematische Bezeichnung Carboline, sind eine Gruppe chemischer Verbindungen, bei denen Indol mit einem Pyridin-Ring anelliert ist. Es lassen sich je nach Stellung des Stickstoff-Atoms im Pyridin-Ring vier Isomere unterscheiden:
| Pyridoindole | Pyridoindole                         | Pyridoindole         | Pyridoindole |
| Struktur     | Systematische Bezeichnung nach IUPAC | Trivialname          | CAS-Nummer   |
| ------------ | ------------------------------------ | -------------------- | ------------ |
|              | 9H-Pyrido[2,3-b]indol                | α-Carbolin           | 244-76-8     |
|              | 9H-Pyrido[3,4-b]indol                | β-Carbolin Norharman | 244-63-3     |
|              | 5H-Pyrido[4,3-b]indol                | γ-Carbolin           | 244-69-9     |
|              | 5H-Pyrido[3,2-b]indol                | δ-Carbolin           | 245-08-9     |

## Vorkommen
β-Carboline kommen in der Natur als Alkaloide vor. Darüber hinaus finden sich Pyridoindole in geringer Konzentration als Pyrolyseprodukte von Aminosäuren in gegrilltem Fleisch oder Fisch.

## Externe Links zu erwähnten Verbindungen
1. ↑  Externe Identifikatoren von bzw. Datenbank-Links zu α-Carbolin:  CAS-Nr.: 244-76-8, EG-Nr.: 205-960-6, ECHA-InfoCard: 100.005.419, PubChem: 67486, ChemSpider: 60810, Wikidata: Q27254162.
2. ↑  Externe Identifikatoren von bzw. Datenbank-Links zu γ-Carbolin:  CAS-Nr.: 244-69-9, PubChem: 130802, ChemSpider: 115684, Wikidata: Q27269991.
3. ↑  Externe Identifikatoren von bzw. Datenbank-Links zu δ-Carbolin:  CAS-Nr.: 245-08-9, PubChem: 6451402, Wikidata: Q72504520.